# Rade Bogdanović
Rade Bogdanović, srbski nogometaš, * 21. maj 1970, Sarajevo.
Za srbsko reprezentanco je odigral tri uradne tekme in dosegel dva gola.